# Liste der Baudenkmale in Kalefeld
In der Liste der Baudenkmale in Kalefeld sind alle Baudenkmale der niedersächsischen Gemeinde Kalefeld im Landkreis Northeim aufgelistet. Diese Liste orientiert sich an der 2018 erschienenen Denkmaltopographie.

## Allgemein
In den Spalten befinden sich folgende Informationen:
- Lage: die Adresse des Baudenkmales und die geographischen Koordinaten. Kartenansicht, um Koordinaten zu setzen. In der Kartenansicht sind Baudenkmale ohne Koordinaten mit einem roten Marker dargestellt und können in der Karte gesetzt werden. Baudenkmale ohne Bild sind mit einem blauen Marker gekennzeichnet, Baudenkmale mit Bild mit einem grünen Marker.
- Bezeichnung: Bezeichnung des Baudenkmales
- Beschreibung: die Beschreibung des Baudenkmales. Unter § 3 Abs. 2 NDSchG werden Einzeldenkmale und unter § 3 Abs. 3 NDSchG Gruppen baulicher Anlagen und deren Bestandteile ausgewiesen.
- ID: die Objekt-ID des Baudenkmales
- Bild: ein Bild des Baudenkmales, ggf. zusätzlich mit einem Link zu weiteren Fotos des Baudenkmals im Medienarchiv Wikimedia Commons. Wenn man auf das Kamerasymbol klickt, können Fotos zu Baudenkmalen aus dieser Liste hochgeladen werden:

## Baudenkmale

### Kalefeld
| Lage                                              | Bezeichnung                       | Beschreibung | ID       | Bild |
| ------------------------------------------------- | --------------------------------- | --- | -------- | ---- |
| Friedhof Weißenwasser 51° 48′ 20″ N, 10° 2′ 26″ O | Weißenwasser-Kirche St. Jakobi    | Die Wüstungskirche befindet sich etwa einen Kilometer nördlich von Kalefeld. Die Kirche wurde 1145 geweiht. | 33687907 |      |
| Auetalstraße 33 51° 47′ 43″ N, 10° 2′ 1″ O        | Wohnhaus                          | | 33687931 | BW   |
| Auetalstraße 69 51° 47′ 57″ N, 10° 1′ 57″ O       | Wohnwirtschaftsgebäude            | | 33687954 | BW   |
| Eboldshäuser Straße 1 51° 47′ 37″ N, 10° 2′ 10″ O | Mühlenanwesen                     | Auemühle Kalefeld als Baudenkmal-Gruppe mit Kalefelder Wassermühle (ID 33688000), Hofpflasterung (ID 33689673), Stauwehr (ID 33689634), Mühlengraben (ID 33688044), Wasserleitung (ID 33689692), Scheune (ID 33688023) und Stallscheune mit Wohnteil (ID 33687978). | 33539836 | BW   |
| Gänseplan 2 51° 47′ 51″ N, 10° 2′ 5″ O            | Wohnhaus                          | gehört mit Grabenstraße 12 zu einer Baudenkmal-Gruppe (ID 33539865) | 33688065 | BW   |
| Grabenstraße 12 51° 47′ 51″ N, 10° 2′ 5″ O        | Pfarrhaus                         | gehört mit Gänseplan 2 zu einer Baudenkmal-Gruppe (ID 33539865) | 33688086 | BW   |
| Kleiner Hagen 2 51° 47′ 50″ N, 10° 2′ 0″ O        | Kirche St. Nikolai und Liebfrauen | gehört zur Baudenkmal-Gruppe Kirchhof Kalefeld (ID 33539850) mit Kirche und Schule (ID 33688184) | 33688156 |      |
| Kleiner Hagen 4 51° 47′ 50″ N, 10° 1′ 58″ O       | Pfarrwitwenhaus und Schule        | gehört zur Baudenkmal-Gruppe Kirchhof Kalefeld (ID 33539850) | 33688184 | BW   |
| Kleiner Hagen 5 51° 47′ 49″ N, 10° 1′ 57″ O       | Wohnwirtschaftsgebäude            | | 33688205 | BW   |
| Mühlenstraße 9 51° 47′ 47″ N, 10° 1′ 56″ O        | Wohnwirtschaftsgebäude            | | 33688228 | BW   |
| Mühlenstraße 17 51° 47′ 49″ N, 10° 1′ 56″ O       | Wohnhaus                          | | 33688250 | BW   |
| Großer Hagen 51° 47′ 53″ N, 10° 1′ 46″ O          | Straßenbrücke Großer Hagen        | Brücke über die Aue | 33688108 | BW   |
| Helleweg 51° 48′ 13″ N, 10° 1′ 39″ O              | Straßenbrücke Helleweg            | Brücke über die Aue | 33688132 | BW   |

### Dögerode
| Lage                                            | Bezeichnung            | Beschreibung | ID       | Bild |
| ----------------------------------------------- | ---------------------- | ------------ | -------- | ---- |
| An der Kapelle 51° 48′ 11″ N, 10° 3′ 43″ O      | Kapelle                |              | 33687180 | BW   |
| Dögeroder Straße 17 51° 48′ 10″ N, 10° 3′ 46″ O | Wohnwirtschaftsgebäude |              | 33687203 | BW   |

### Düderode
| Lage                                               | Bezeichnung                          | Beschreibung | ID       | Bild           |
| -------------------------------------------------- | ------------------------------------ | --- | -------- | -------------- |
| An der Sägemühle 6 51° 48′ 34″ N, 10° 6′ 3″ O      | Herrenhaus                           | Herrenhaus des Gutes Düderode | 33687250 | BW             |
| Düderoder Straße 13/15 51° 48′ 29″ N, 10° 6′ 25″ O | Schule                               | | 33687275 | BW             |
| Düderoder Straße 38 51° 48′ 17″ N, 10° 6′ 23″ O    | Forsthaus                            | | 33687299 | BW             |
| Kirchgasse 3 51° 48′ 30″ N, 10° 6′ 27″ O           | Kirche                               | | 33687323 | BW             |
| Neuer Krug 1 51° 48′ 41″ N, 10° 5′ 43″ O           | Zollhaus                             | Wegegeld-Einnehmer-Haus | 33687345 | Weitere Bilder |
| Vogelsang 1, 2 51° 47′ 39″ N, 10° 7′ 16″ O         | Vorwerk                              | Baudenkmal-Gruppe ehem. Forsthaus Vogelsang mit Remise (ID 33689335), Speicher (ID 33689354) und ehem. Verwalterhaus (ID 33689316) | 33539935 | Weitere Bilder |
| Vogelsang 51° 47′ 28″ N, 10° 6′ 40″ O              | Brücke WL Düderoder Bach (Vogelsang) | | 33687227 | Weitere Bilder |

### Eboldshausen
| Lage                                        | Bezeichnung                                                   | Beschreibung                                                                                                | ID       | Bild |
| ------------------------------------------- | ------------------------------------------------------------- | --- | -------- | ---- |
| An der Halbe 11 51° 46′ 39″ N, 10° 0′ 19″ O | Wohnwirtschaftsgebäude                                        | | 33687411 | BW   |
| An der Halbe 51° 46′ 41″ N, 10° 0′ 15″ O    | Spritzenhaus                                                  | | 33687387 | BW   |
| An der Wanne 3 51° 46′ 30″ N, 10° 0′ 29″ O  | Dreiseithof                                                   | Baudenkmal-Gruppe mit Wohn-/Wirtschaftsgebäude (ID 33687435), Scheune (ID 33687477) und Stall (ID 33687456) | 33539921 | BW   |
| In der Grund 1 51° 46′ 37″ N, 10° 0′ 12″ O  | Hofanlage                                                     | | 33687498 | BW   |
| Mitteldorf 10 51° 46′ 32″ N, 10° 0′ 12″ O   | Wohnwirtschaftsgebäude                                        | | 33687521 | BW   |
| Thieplatz 1 51° 46′ 36″ N, 10° 0′ 10″ O     | Wohnwirtschaftsgebäude                                        | | 33687544 | BW   |
| Thieplatz 2 51° 46′ 36″ N, 10° 0′ 12″ O     | Kirche                                                        | Die Kirche St. Jakobus Eboldshausen entstand um 1600.                                                       | 33687567 |      |
| Thieplatz 2 51° 46′ 30″ N, 10° 0′ 29″ O     | Wassermühle                                                   | |          | BW   |
| 51° 46′ 19″ N, 10° 0′ 5″ O                  | Denkmal für die Gefallenen des Ersten und Zweiten Weltkrieges | | 33687368 | BW   |

### Echte
| Lage                                                 | Bezeichnung                                                    | Beschreibung | ID       | Bild           |
| ---------------------------------------------------- | -------------------------------------------------------------- | --- | -------- | -------------- |
| Bei der Kirche 51° 47′ 1″ N, 10° 3′ 55″ O            | Kirche                                                         | Kirche St. Nikolai Echte                                                                                         | 33687656 | Weitere Bilder |
| Bei der Kirche 9/11 51° 46′ 58″ N, 10° 3′ 55″ O      | Doppelwohnhaus                                                 | | 33687682 | BW             |
| Bohlweg 2 51° 46′ 54″ N, 10° 3′ 41″ O                | Wohnhaus                                                       | | 33687704 | BW             |
| Hauptstraße 52 51° 46′ 55″ N, 10° 3′ 37″ O           | Wohnhaus                                                       | | 33687791 | BW             |
| Hauptstraße 56 51° 46′ 54″ N, 10° 3′ 36″ O           | Wohn-/Wirtschaftsgebäude                                       | | 33687816 | BW             |
| Hauptstraße 28, 30/32, 34 51° 47′ 0″ N, 10° 3′ 37″ O | Hofanlage (Baukomplex)                                         | | 33539879 | BW             |
| Obere Mühle 2 51° 47′ 19″ N, 10° 4′ 12″ O            | Obermühle                                                      | | 33687840 |                |
| Schulenburg 6 51° 46′ 58″ N, 10° 3′ 57″ O            | Wohnhaus                                                       | | 33687864 | BW             |
| 51° 46′ 37″ N, 10° 3′ 22″ O                          | Ehrenmal für die Gefallenen des Ersten und Zweiten Weltkrieges | | 33687591 |                |
| 51° 46′ 42″ N, 10° 3′ 16″ O                          | Grabstätte Reininghaus auf dem Friedhof                        | | 33687609 |                |
| Koordinaten fehlen! Hilf mit.                        | Meilenstein an der B 248                                       | |          |                |
| B 248, km 10,378 51° 47′ 21″ N, 10° 3′ 58″ O         | Straßenbrücke                                                  | Die Straßenbrücke führt über die Aue im Laufe der B 248. Laut einer Inschrift ist sie datiert auf das Jahr 1797. | 33687632 | Weitere Bilder |

### Oldershausen
| Lage                                                       | Bezeichnung                  | Beschreibung | ID       | Bild           |
| ---------------------------------------------------------- | ---------------------------- | --- | -------- | -------------- |
| Parkstraße 4 51° 47′ 30″ N, 10° 5′ 21″ O                   | Schloss und Gut Oldershausen | Die Pläne für das Schloss stammten von Conrad Wilhelm Hase. Erweitert wurde das Schloss nach Plänen von Edwin Oppler, eines Schülers von Hase. Baudenkmal-Gruppe mit Schloss (ID 33688360), Parkgelände (ID 33689654) und mehreren Wirtschafts- und Wohngebäuden | 33539989 | Weitere Bilder |
| Parkstraße 2 51° 47′ 32″ N, 10° 5′ 23″ O                   | Wohnhaus und Torflügel       | | 33688320 | BW             |
| Schloßstraße 3 51° 47′ 25″ N, 10° 5′ 24″ O                 | Schlosskapelle               | | 33688481 |                |
| Schloßstraße 3/5 51° 47′ 23″ N, 10° 5′ 22″ O               | Wirtschaftshof               | | 33688424 |                |
| Schloßstraße 12 51° 47′ 24″ N, 10° 5′ 16″ O                | Amtshaus                     | | 33688544 |                |
| Schloßstraße 7/9, 11/13, 15/17 51° 47′ 21″ N, 10° 5′ 16″ O | Landarbeiterhäuser           | | 33688500 | BW             |
| Oldwardstraße 12 51° 47′ 40″ N, 10° 5′ 21″ O               | Wohnhaus                     | | 33688272 | BW             |
| Oldwardstraße 14/16 51° 47′ 41″ N, 10° 5′ 23″ O            | Wohnwirtschaftsgebäude       | Das Haus wurde im späten 18. Jahrhundert erbaut. Es ist ein zweigeschossiges Fachwerkhaus mit einem Krüppelwalmdach. Mitte des 19. Jahrhunderts wurde das Haus erweitert.                                                                                        | 33688296 | BW             |

### Sebexen
| Lage                                                            | Bezeichnung                 | Beschreibung                                                           | ID       | Bild |
| --------------------------------------------------------------- | --------------------------- | ---------------------------------------------------------------------- | -------- | ---- |
| Zur Kirche 51° 48′ 58″ N, 10° 1′ 27″ O                          | Pfarrkirche                 | Kirche St. Martin Sebexen                                              | 33688848 |      |
| Zur Kirche 4 51° 49′ 0″ N, 10° 1′ 26″ O                         | Wohnhaus                    |                                                                        | 33688873 | BW   |
| Winkelei 1 51° 48′ 59″ N, 10° 1′ 22″ O                          | Wohnwirtschaftsgebäude      | Baudenkmal-Gruppe                                                      | 33539907 | BW   |
| Winkelei 13 51° 49′ 0″ N, 10° 1′ 22″ O                          | Wohnhaus                    |                                                                        | 33688827 | BW   |
| Gandersheimer Straße 7 / Winkelei 10 51° 49′ 2″ N, 10° 1′ 21″ O | Hofanlage                   | Wohnhaus (ID 33688611) und zwei Scheunen (ID 33688674 und ID 33688653) | 33539893 | BW   |
| Schulstraße 11/12 51° 49′ 2″ N, 10° 1′ 45″ O                    | Doppelwohnhaus              |                                                                        | 33688716 | BW   |
| Hasenkamp 51° 49′ 5″ N, 10° 0′ 58″ O                            | Brücke WL Aue               | Brückenbauwerk über die Aue (Leine)                                    | 33688740 | BW   |
| 51° 48′ 45″ N, 10° 1′ 27″ O                                     | Brücke WL Aue (Himmelreich) | Brückenbauwerk über die Aue                                            | 33688588 | BW   |

### Westerhof
| Lage                                              | Bezeichnung            | Beschreibung | ID                              | Bild           |
| ------------------------------------------------- | ---------------------- | --- | ------------------------------- | -------------- |
| Körberberg 10 51° 46′ 9″ N, 10° 6′ 53″ O          | Kapelle St. Ulrich     | Ev.-luth. Ulrich-Kapelle | 33688917                        | BW             |
| Schulgasse 2 51° 46′ 8″ N, 10° 6′ 53″ O           | Schule                 | |                                 | BW             |
| Westerhöfer Straße 1 51° 46′ 13″ N, 10° 6′ 55″ O  | Amtshof                | Die Anfänge der Burg Westerhof lassen sich bis zum Ende des 13. Jahrhunderts verfolgen. Es wurde das erste Mal im Jahre 1294 als Castrum Westerhofe erwähnt. Baudenkmal-Gruppe Domäne Westerhof mit Wohnhaus (ID 33688965), Schafstall (ID 33688984), zwei Scheunen (ID 33689003 und 33689022) und einem Doppel-Wohnhaus (ID 33688897) am Körberberg 7. | 33539975                        | Weitere Bilder |
| Westerhöfer Straße 2/4 51° 46′ 8″ N, 10° 6′ 55″ O | Amtsgericht            | | 33689065/1/-/ 33689041 33689065 | BW             |
| Westerhöfer Straße 10 51° 46′ 5″ N, 10° 6′ 58″ O  | Wohnwirtschaftsgebäude | | 33689090                        | BW             |
| Westerhöfer Straße 12 51° 46′ 3″ N, 10° 6′ 57″ O  | Wohnwirtschaftsgebäude | | 33689114                        | BW             |
| Westerhöfer Straße 21 51° 46′ 4″ N, 10° 7′ 7″ O   | Wohnhaus               | Baudenkmal-Gruppe mit Gasthaus ehem. Forsthaus (ID 33689138) und Scheune (ID 33689157) | 33539961                        | BW             |
| Westerhöfer Straße 23 51° 46′ 4″ N, 10° 7′ 10″ O  | Wohnwirtschaftsgebäude | | 33689175                        | BW             |
| Westerhöfer Straße 28 51° 46′ 3″ N, 10° 7′ 12″ O  | Wohnhaus               | | 33689200                        | BW             |
| Westerhöfer Straße 30 51° 46′ 2″ N, 10° 7′ 11″ O  | Wohnhaus               | | 33689224                        | BW             |
| Westerhöfer Straße 33 51° 46′ 4″ N, 10° 7′ 14″ O  | Wohnhaus               | ehemaliges Gasthaus | 33689248                        | BW             |
| 51° 44′ 46″ N, 10° 8′ 31″ O                       | Tunnelportal           | Das Portal wurde 1901 vollendet. Es war Teil der Kleinbahnlinie Kreiensen–Osterode. |                                 |                |

### Wiershausen
| Lage                                        | Bezeichnung | Beschreibung                                         | ID       | Bild |
| ------------------------------------------- | ----------- | ---------------------------------------------------- | -------- | ---- |
| Kapellengasse 1 51° 49′ 33″ N, 10° 4′ 12″ O | Kapelle     | Ev.-luth. Kirche Simon und Judas (auch St. Nikolaus) | 33689273 |      |

### Willershausen
| Lage                                       | Bezeichnung | Beschreibung | ID       | Bild |
| ------------------------------------------ | ----------- | --- | -------- | ---- |
| Am Edelhof 8 51° 46′ 49″ N, 10° 6′ 24″ O   | Gutsanlage  | Das ehemalige Rittergut wurde das erstmals 1342 erwähnt, damals waren die Grundherren waren die Herren von Westerhof. Ursprünglich war die Anlage eine Wasserburg, diese wurde 1727 umgebaut. Baudenkmal-Gruppe Edelhof Willershausen (ID 33539948) mit Herrenhaus (ID 33689392) und zwei Scheunen (ID 33689410 und ID 33689428). | 33539948 | BW   |
| Am Kirchberg 4 51° 46′ 53″ N, 10° 6′ 33″ O | Kirche      | Kirche St. Alexander Willershausen. Einzeldenkmal der Baudenkmal-Gruppe Kirchhof Willershausen (ID 33540004) mit Kirchhof (ID 33689473) und Pfarrhaus (ID 33689491) | 33689446 |      |
| Am Kirchweg 6 51° 46′ 54″ N, 10° 6′ 32″ O  | Pfarrhaus   | | 33689491 | BW   |
| Teichmühle 1 51° 46′ 38″ N, 10° 6′ 45″ O   | Teichmühle  | | 33688941 | BW   |